# Radiolaris
Els radiolaris (Radiolaria) són un grup de protozous rizaris que emeten axopodis (pseudòpodes suportat per microtúbuls) i que produeixen intricats esquelets minerals, típicament amb una càpsula central que divideix la cèl·lula en dues seccions, interna i externa, anomenades endoplasma i ectoplasma respectivament. Es troben com zooplàncton dels oceans i, gràcies a la ràpida evolució de les seves espècies són importants com fòssils guia a partir del Cambrià. Radiolaris fòssils comuns són Actinomma, Heliosphaera i Hexadoridium.

## Descripció

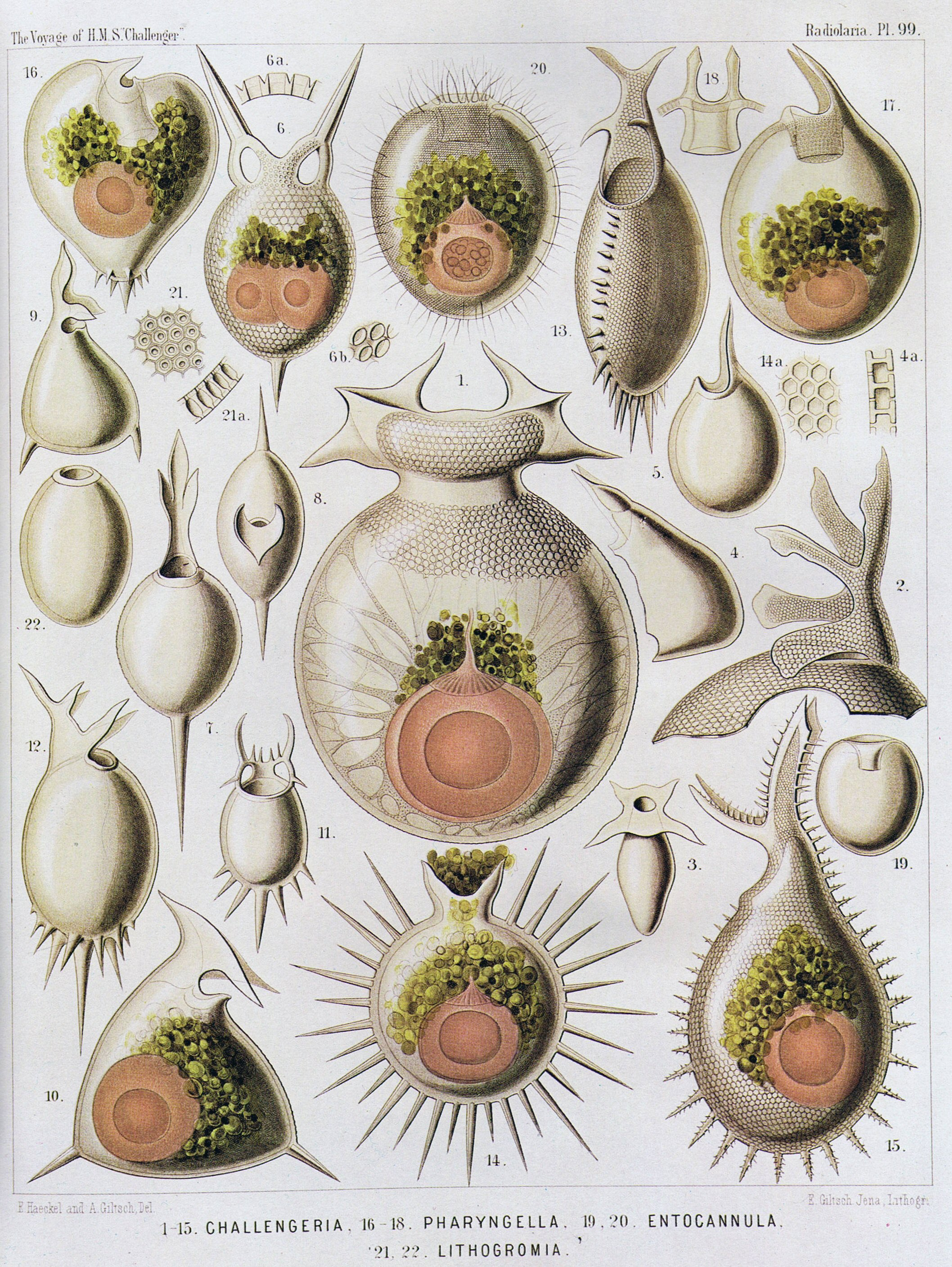
Il·lustració de radiolaris de l'expedició Challenger 1873-76.

Els radiolaris tenen molts pseudòpodes suportats per microtúbuls anomenats axopodis, que els ajuden en la flotació. El nucli cel·lular i la majoria dels altres orgànuls es troben en l'endoplasma, mentre que l'ectoplasma està ple de vacuoles i de gotes de lípids. Sovint contenen algues en simbiosi, especialment Zooxanthellae, les quals produeixen la majoria de l'energia que li cal a la cèl·lula. Una organització semblant es troba a Heliozoa.
La classe principal de Radiolaris és Polycystinea, amb esquelets silicis i a aquest grup hi pertanyen la majoria dels fòssils. Una altra classe és Acantharea, amb esquelets fets de sulfat d'estronci. Els radiolaris inclouen també el gènere Sticholonche, que no té esquelet intern i que a vegades ha estat considerat un heliozou.

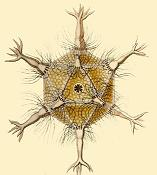
Circogonia icosahedra, una espècie de radiolari.

Hi ha radiolaris que semblen poliedres regulars.

## Radiolaris de Haeckel
El biòleg alemany Ernst Haeckel realitzà dibuixos molt atractius de radioalris, foraminifers i diatomees ajudant a popularitzar aquests protozous entre els microscopistes de l'època victoriana.

### Il·lustracions deKunstformen der Natur(1904)

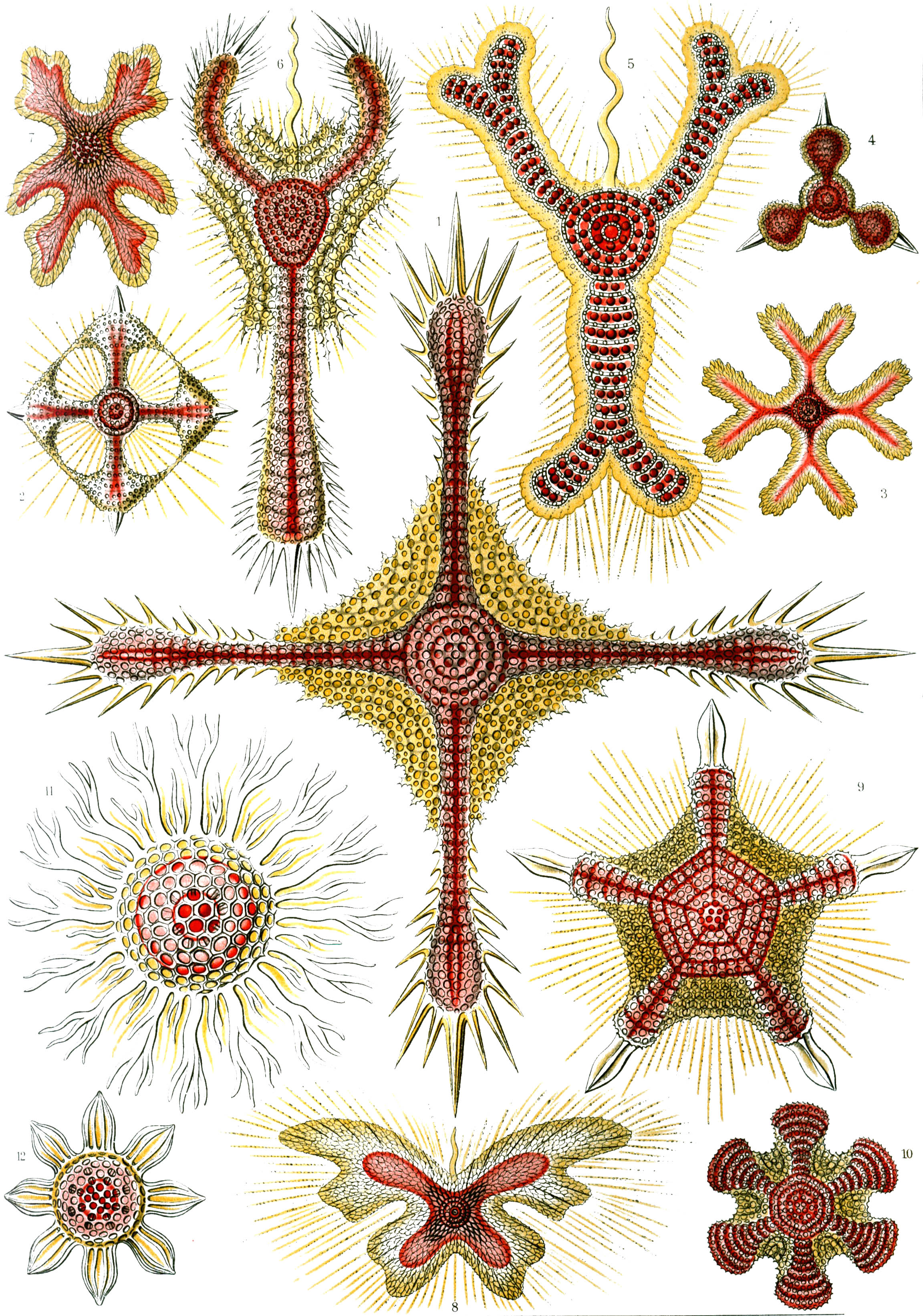
11. Discoidea
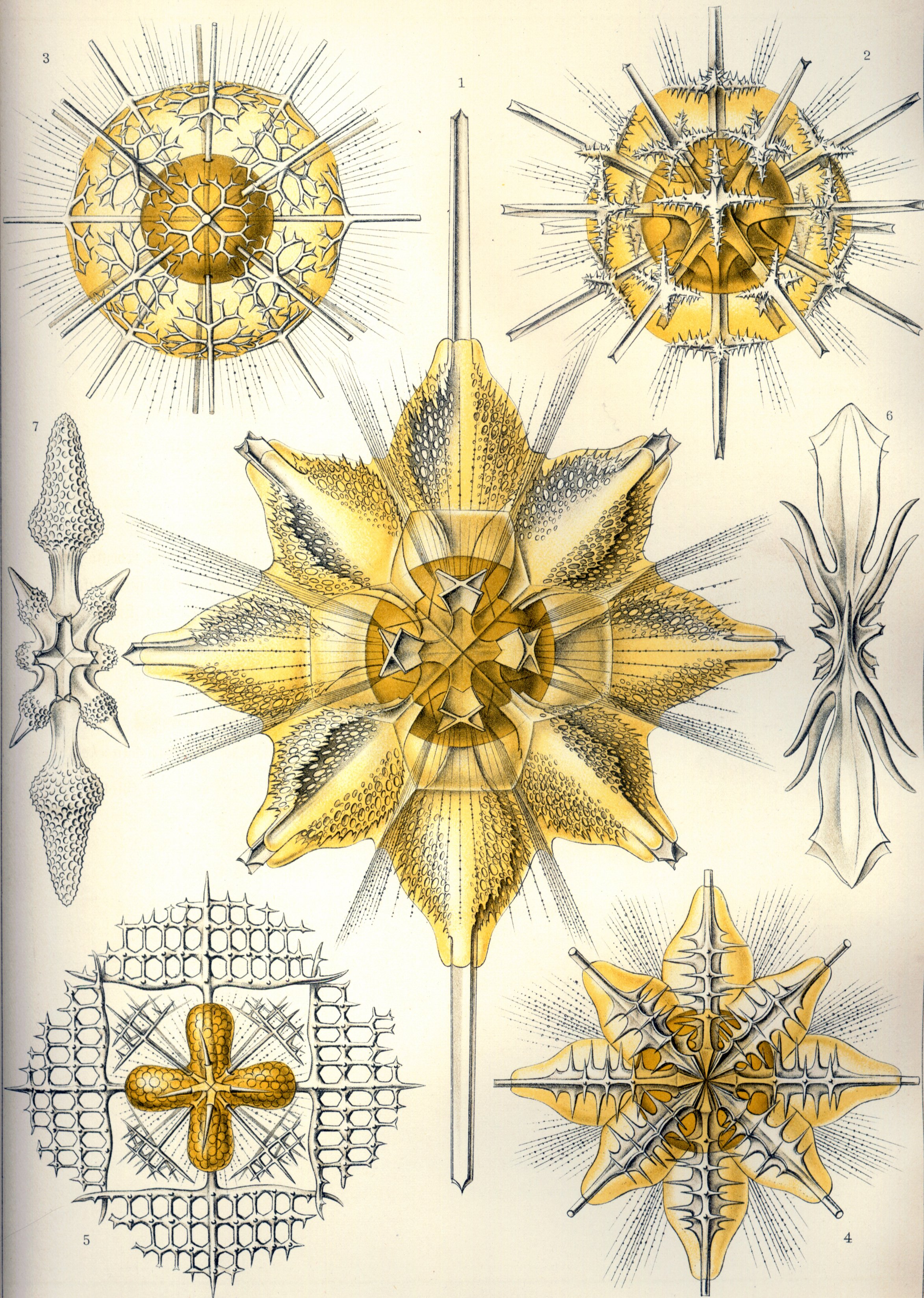
21. Acanthometra
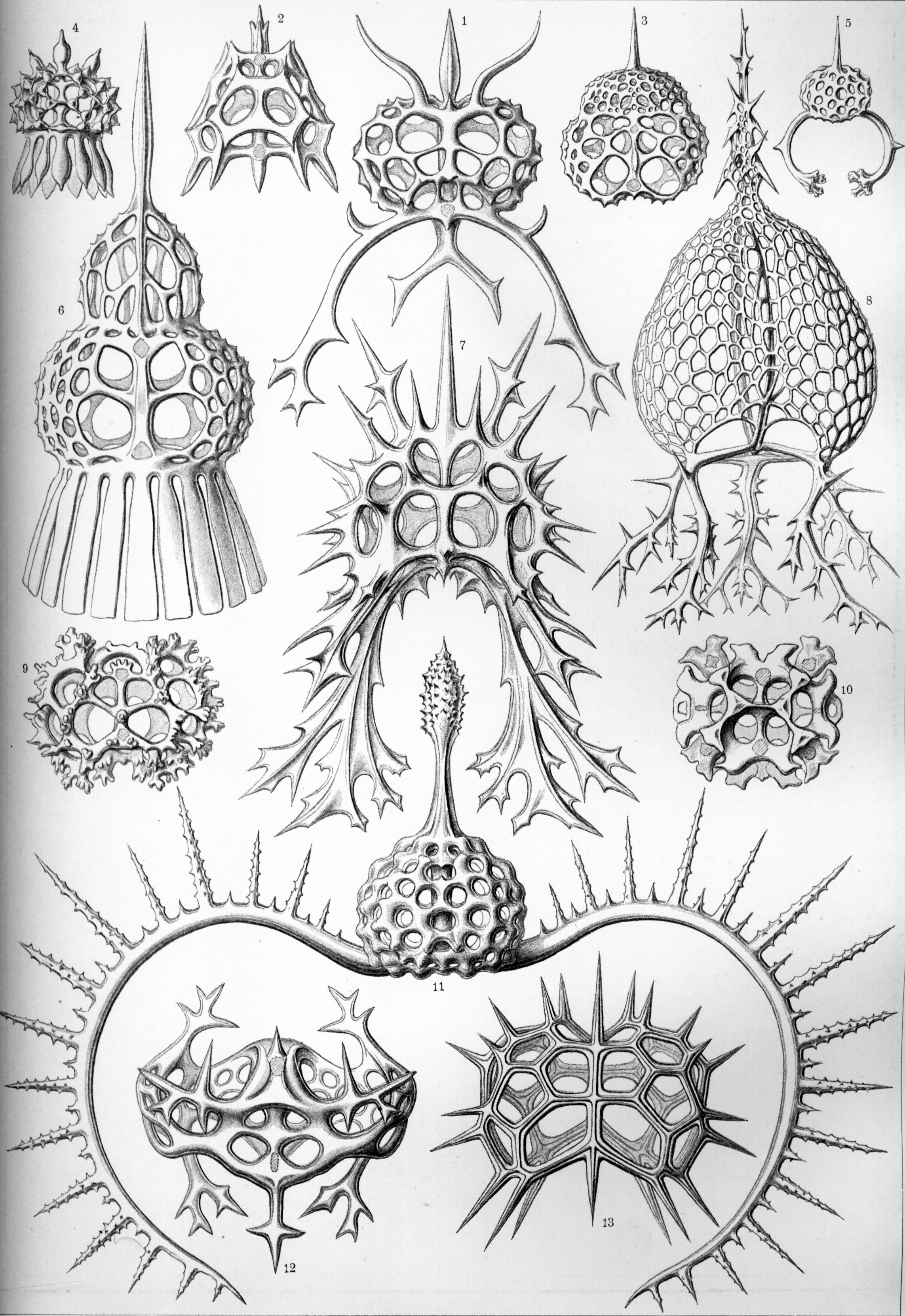
22. Spyroidea
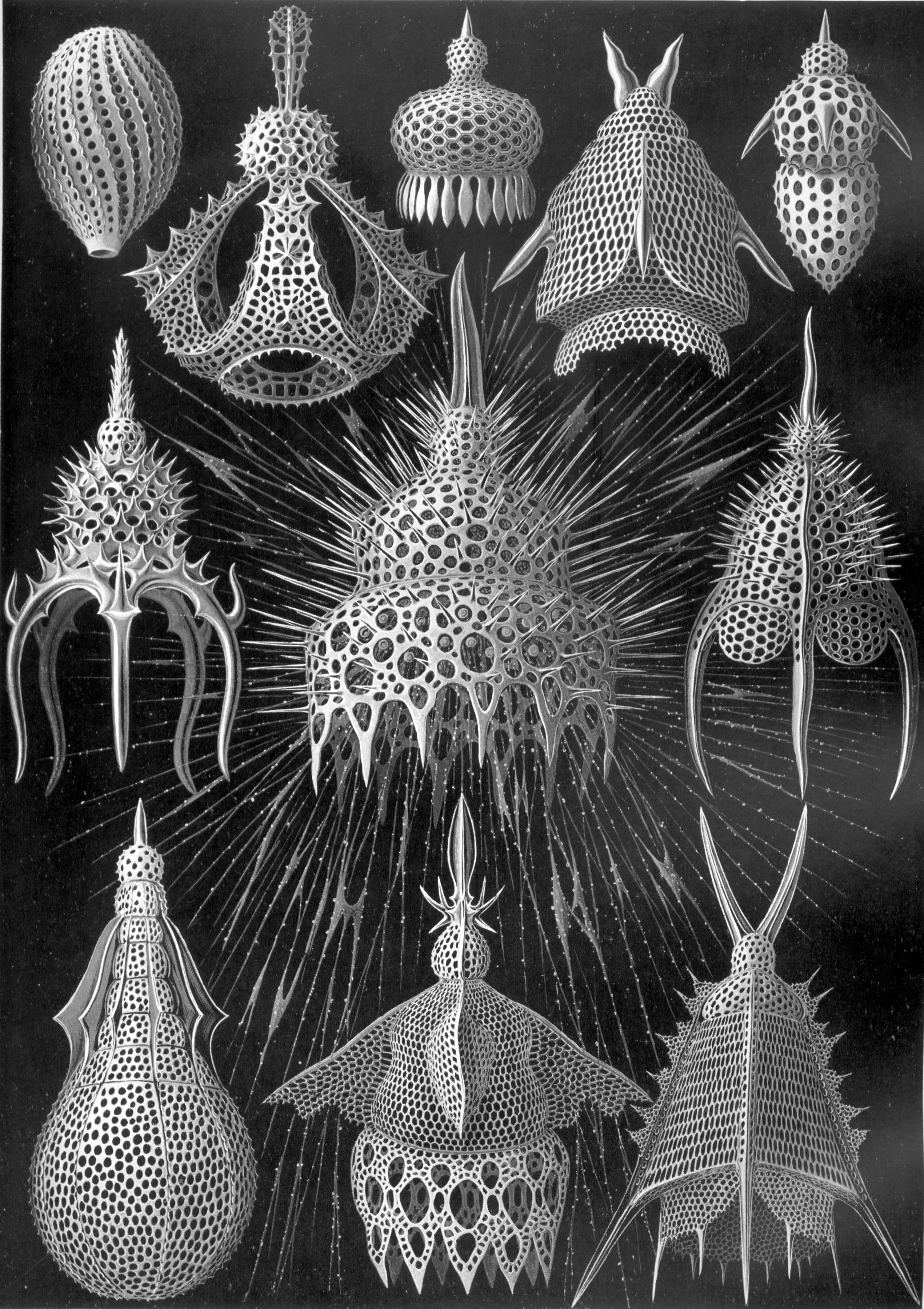
31. Cyrtoidea
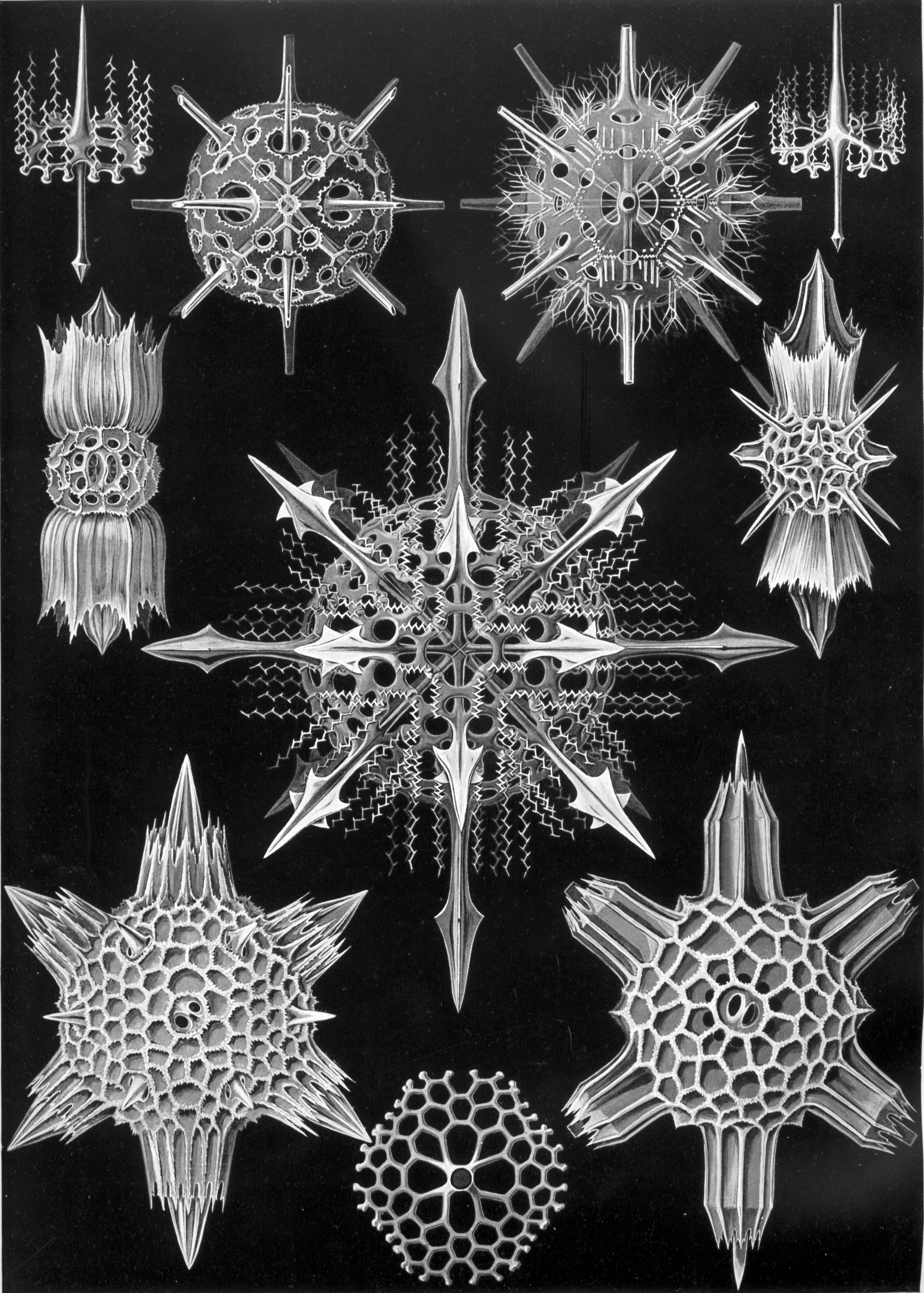
41. Acanthophracta
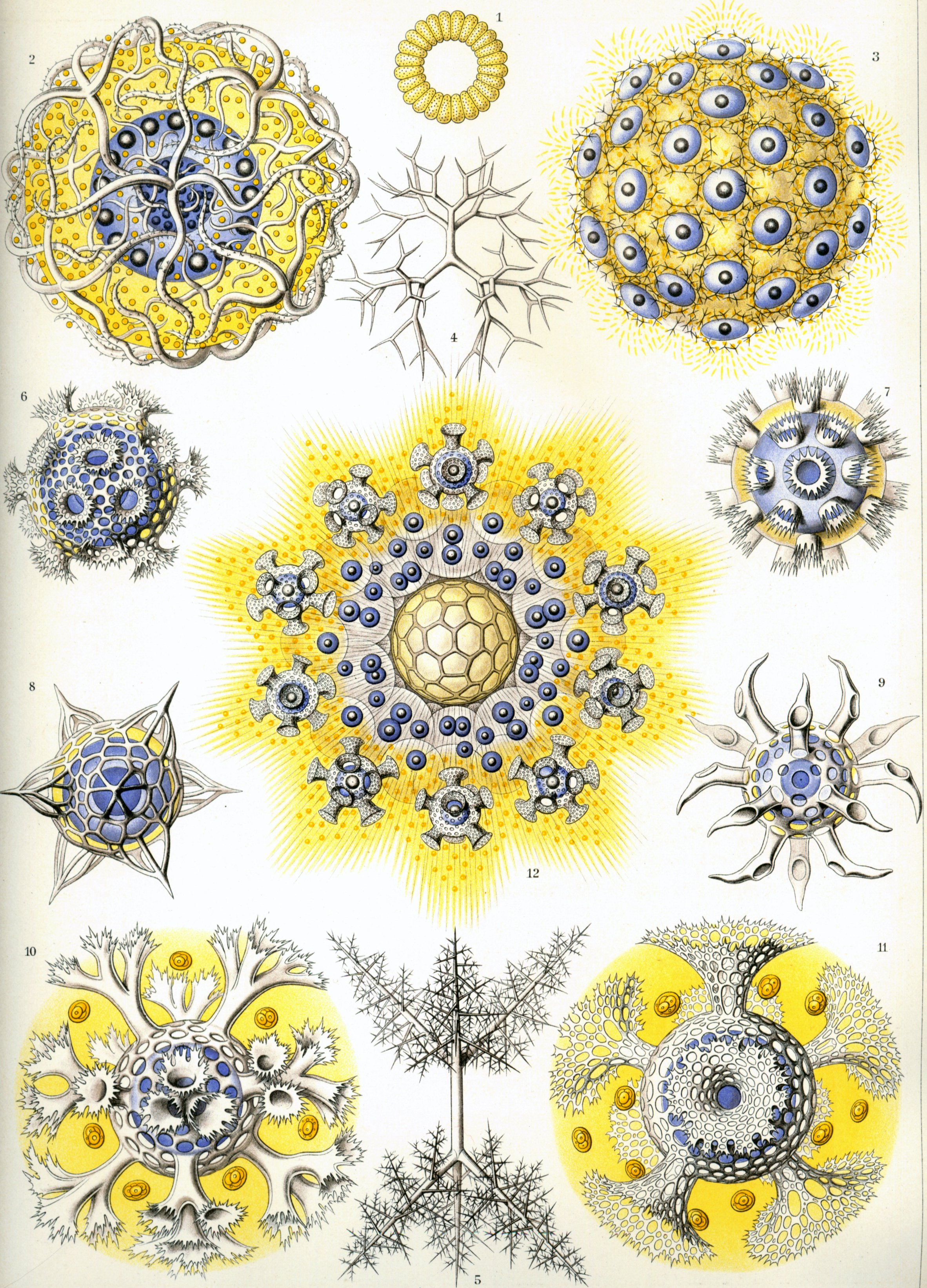
51. Polycyttaria
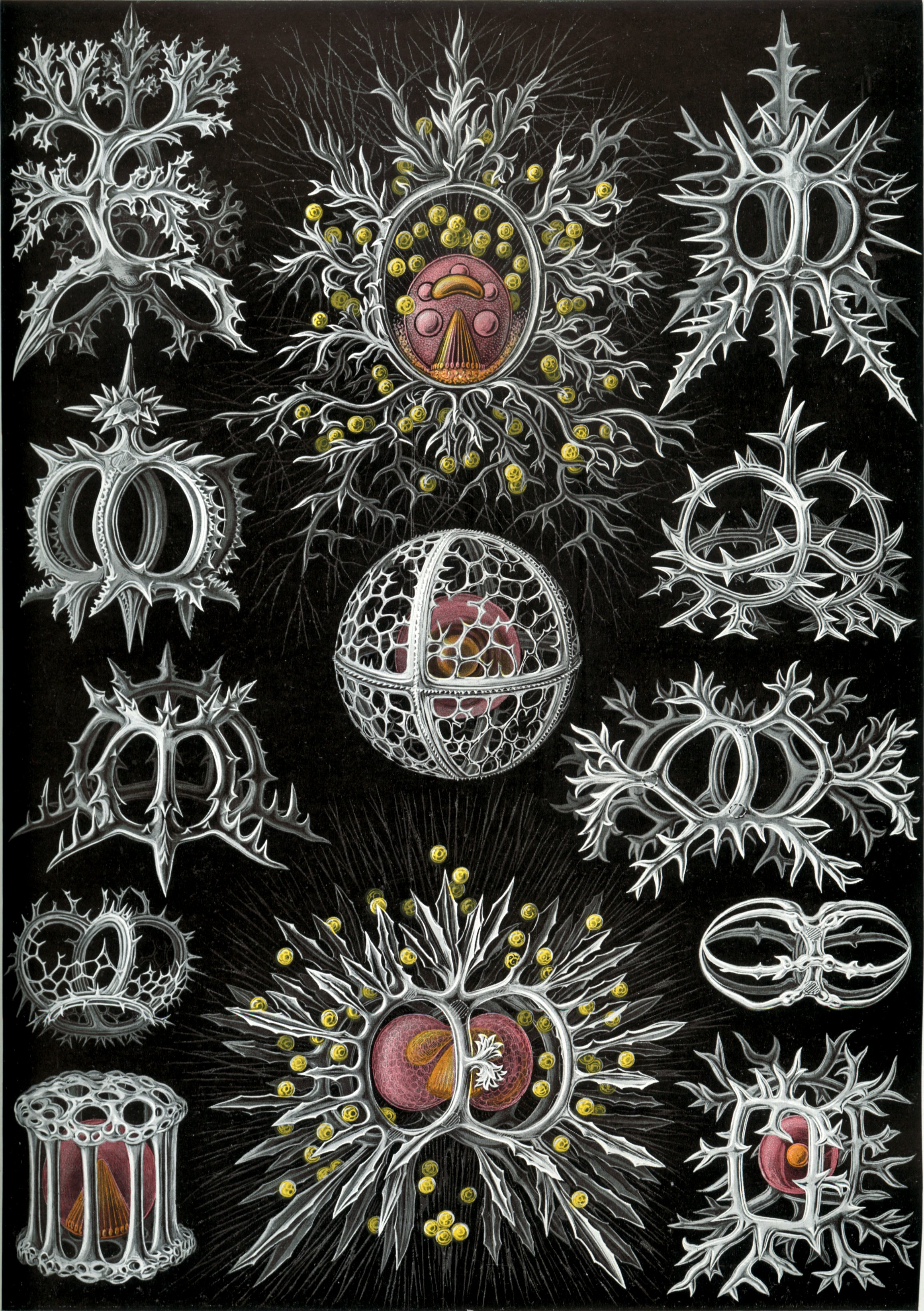
71. Stephoidea
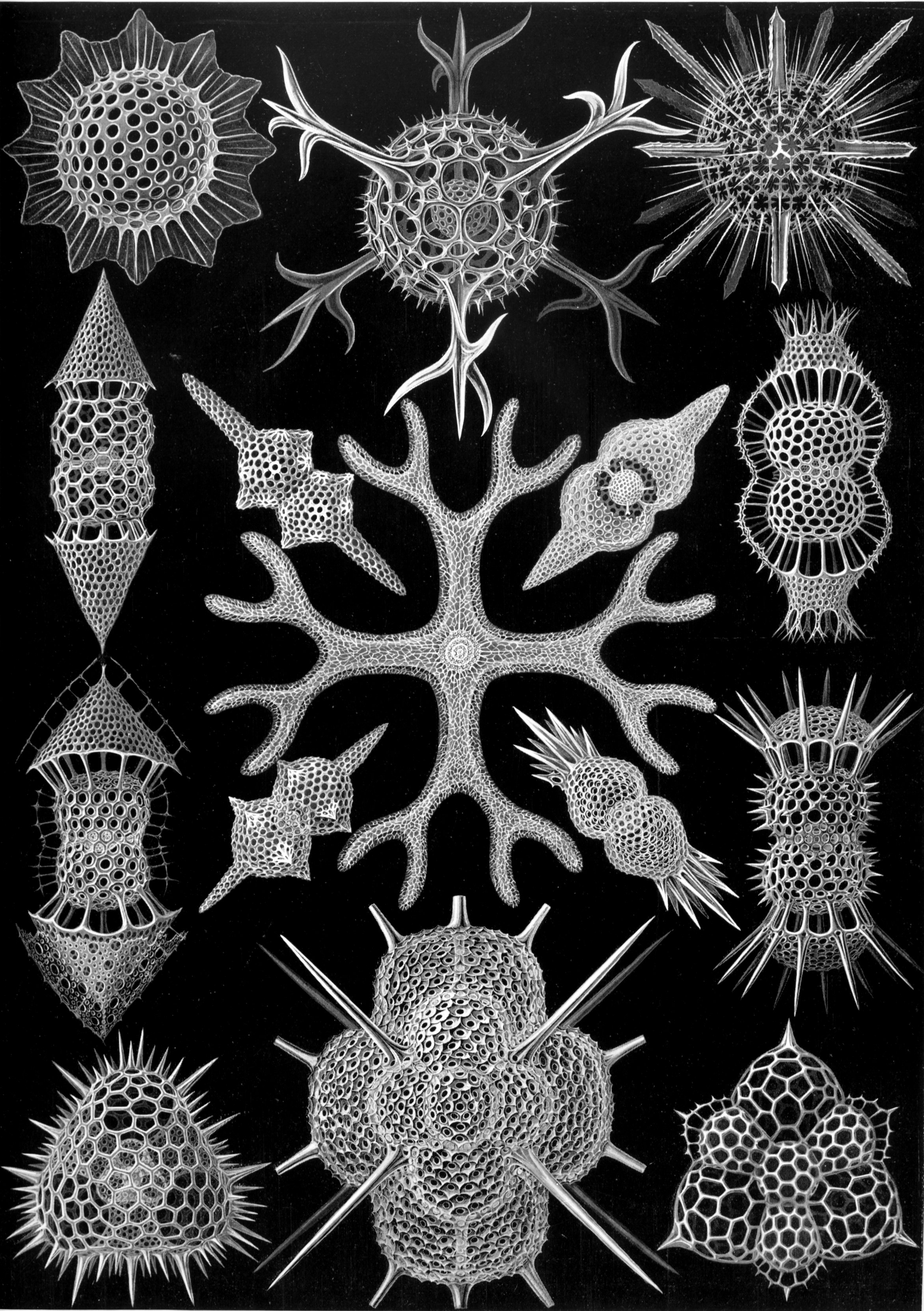
91. Spumellaria